# Necromantis
Necromantis — вимерлий рід кажанів, який жив в еоцені. Його скам'янілості знайдені у формації фосфоритів Керсі у Франції та Джебель-Шамбі в Тунісі. Зразки Necromantis відрізняються великими розмірами та спеціалізацією на хижацькому способі життя.